# 1982-es Formula–1 olasz nagydíj
Az olasz nagydíj volt az 1982-es Formula–1 világbajnokság tizenötödik futama.

## Futam
| Helyezés | #  | Versenyző          | Csapat/Motor    | Körök | Idő/Kiesés oka | Rajthely | Pontszám |
| -------- | -- | ------------------ | --------------- | ----- | -------------- | -------- | -------- |
| 1        | 16 | René Arnoux        | Renault         | 52    | 1:22:25,734    | 6        | 9        |
| 2        | 27 | Patrick Tambay     | Ferrari         | 52    | + 14,064       | 3        | 6        |
| 3        | 28 | Mario Andretti     | Ferrari         | 52    | + 48,452       | 1        | 4        |
| 4        | 7  | John Watson        | McLaren-Ford    | 52    | + 1:27,845     | 12       | 3        |
| 5        | 3  | Michele Alboreto   | Tyrrell-Ford    | 51    | + 1 kör        | 11       | 2        |
| 6        | 25 | Eddie Cheever      | Ligier-Matra    | 51    | + 1 kör        | 14       | 1        |
| 7        | 12 | Nigel Mansell      | Lotus-Ford      | 51    | + 1 kör        | 23       |          |
| 8        | 6  | Keke Rosberg       | Williams-Ford   | 50    | + 2 kör        | 7        |          |
| 9        | 10 | Eliseo Salazar     | ATS-Ford        | 50    | + 2 kör        | 25       |          |
| 10       | 22 | Andrea de Cesaris  | Alfa Romeo      | 50    | + 2 kör        | 9        |          |
| 11       | 20 | Chico Serra        | Fittipaldi-Ford | 49    | + 3 kör        | 26       |          |
| 12       | 30 | Mauro Baldi        | Arrows-Ford     | 49    | + 3 kör        | 24       |          |
| HN       | 14 | Roberto Guerrero   | Ensign-Ford     | 40    | + 12 kör       | 18       |          |
| Kiesett  | 11 | Elio de Angelis    | Lotus-Ford      | 33    | Karburátor     | 17       |          |
| Kiesett  | 23 | Bruno Giacomelli   | Alfa Romeo      | 32    | Meghajtás      | 8        |          |
| Kiesett  | 29 | Marc Surer         | Arrows-Ford     | 28    | Gyújtás        | 19       |          |
| Kiesett  | 15 | Alain Prost        | Renault         | 27    | Befecskendezés | 5        |          |
| Kiesett  | 8  | Niki Lauda         | McLaren-Ford    | 21    | Fékek          | 10       |          |
| Kiesett  | 31 | Jean-Pierre Jarier | Osella-Ford     | 10    | Kerék          | 15       |          |
| Kiesett  | 1  | Nelson Piquet      | Brabham-BMW     | 7     | Motorhiba      | 2        |          |
| Kiesett  | 2  | Riccardo Patrese   | Brabham-BMW     | 6     | Kuplung        | 4        |          |
| Kiesett  | 26 | Jacques Laffite    | Ligier-Matra    | 5     | Váltó          | 21       |          |
| Kiesett  | 36 | Teo Fabi           | Toleman-Hart    | 2     | Motorhiba      | 22       |          |
| Kiesett  | 5  | Derek Daly         | Williams-Ford   | 0     | Ütközés        | 13       |          |
| Kiesett  | 35 | Derek Warwick      | Toleman-Hart    | 0     | Ütközés        | 16       |          |
| Kiesett  | 4  | Brian Henton       | Tyrrell-Ford    | 0     | Ütközés        | 20       |          |
| NK       | 17 | Rupert Keegan      | March-Ford      |       |                |          |          |
| NK       | 9  | Manfred Winkelhock | ATS-Ford        |       |                |          |          |
| NK       | 18 | Raul Boesel        | March-Ford      |       |                |          |          |
| NK       | 33 | Tommy Byrne        | Theodore-Ford   |       |                |          |          |

## A világbajnokság élmezőnyének állása a verseny után
| H  | Versenyzők    | Pont | H  | Konstruktőrök | Pont |
| -- | ------------- | ---- | -- | ------------- | ---- |
| 1. | Keke Rosberg  | 42   | 1. | Ferrari       | 71   |
| 2. | Didier Pironi | 39   | 2. | McLaren-Ford  | 63   |
| 3. | John Watson   | 33   | 3. | Renault       | 59   |
| 4. | Alain Prost   | 31   | 4. | Williams-Ford | 55   |
| 5. | Niki Lauda    | 30   | 5. | Brabham-Ford  | 41   |
| 6. | René Arnoux   | 27   | 6. | Lotus-Ford    | 30   |

## Statisztikák
Vezető helyen:
- René Arnoux: 52 (1-52)

René Arnoux 4. győzelme, 8. leggyorsabb köre, Mario Andretti 18. pole-pozíciója.
- Renault 11. győzelme.